# 利特爾泉 (亞利桑那州)
利特爾泉（英語：Little Springs）是位於美國亞利桑那州可可尼諾縣的一個非建制地區。該地的面積和人口皆未知。

## 地理
利特爾泉的座標為34°35′55″N 111°13′44″W / 34.59861°N 111.22889°W，而該地的平均海拔高度為2134米（即7001英尺）。